# Farol
Farol là một đô thị thuộc bang Paraná, Brasil. Đô thị này có diện tích 289,232 km², dân số năm 2007 là 3413 người, mật độ 11,8 người/km².